# 層 (物件導向設計)
面向对象设计中的層（layer）是一群和其他模块有類似耦合性的類別。層也可以說是一組可復用的軟體組件，可以在類似的環境下復用。
各層的模組會用树狀的階級架構來規劃，各層模組之間的依賴關係會用連接來表示。各層之間的依賴關係可能是继承、複合或聚合（aggregation）關係，不過也有可能是其他的關係。
分層是許多書籍中都會提到的架构模式，例如《Pattern-Oriented Software Architecture》書中就有提到。